# Marzieh Shah-Daei
Marzieh Shah-Daei (en persa: مرضیه شاهدایی‎) es un ingeniera iraní y el Directora Ejecutivoa actual de la Compañía Petroquímica Nacional, así como "Vice-Ministra de de Petróleo en asuntos Petroquímicos".